# مصطفی کشوری
مصطفی کشوری کارگردان و فیلم‌نامه‌نویس ایرانی‌تبار اهل کانادا است. او در سال ۲۰۲۲، نامزد دریافت جایزه ۲۵ مهاجر برتر کانادا شد.

## فعالیت حرفه‌ای
کشوری حرفهٔ کارگردانی سینما را از سال ۱۳۹۴ آغاز کرد. اولین فیلم برجستهٔ او بدون نقاب نام داشت و برندهٔ جوایز متعددی در جشنواره‌های بین‌المللی فیلم شد. این فیلم دربارهٔ یک زن جوان مسلمان و مهاجر است که مخفیانه به کلاس بازیگری می‌پیوندد. اولین فیلم کوتاه او دویدم نام داشت که منتخب گوشه فیلم کوتاه جشنواره کن ۲۰۱۵ شد. فیلم عروس کودک ساختهٔ کشوری برای اولین بار در جشنواره کن ۲۰۱۹ به نمایش درآمد. کشوری فیلم کرونا را در زمان دنیاگیری کووید-۱۹۹ کارگردانی کرد. این فیلم به این دلیل که نخستین فیلم بلند دربارهٔ دنیاگیری کووید-۱۹ است، مورد توجه بین‌المللی قرار گرفت. کشوری کارگردانی فیلم کوتاه پویانمایی ایگلوی ابدی که در سال ۲۰۲۱ منتشر شد را نیز برعهده داشته است. این فیلم در سال ۲۰۲۱ در جشنواره فیلم یورکتون برندهٔ جایزه گلدن شیف برای بهترین فیلم چندفرهنگی شد. این فیلم جایزه‌های دیگری از جمله بهترین صداگذاری، بهترین موسیقی متن را نیز دریافت کرده است و در جوایز لیو ۲۰۲۱ نیز برای دریافت جایزهٔ بهترین کارگردانی هنری نامزد شده است. علاوه بر این، ایگلوی ابدی در جشنواره‌های فیلم و هنر اوکویل نیز برندهٔ جایزهٔ بهترین فیلم کوتاه بین‌المللی شده است.
سومین فیلم بلند سینمایی مصطفی "کور رنگ" در جشنواره بین‌المللی فیلم سیاه مونترال و جشنواره فیلم ویسلر در سال ۲۰۲۲ به نمایش درآمد و در ۵ رشته نامزد شد. این فیلم در جشنواره فیلم سیاه تورنتو، اتاوا و کلگری به نمایش درآمد که در آنجا توسط جامعه سیاهپوستان مورد بازبینی مثبت قرار گرفت. این فیلم توسط Gravitas Ventures در ۴ آوریل ۲۰۲۳ منتشر شد. فیلم کور رنگ مصطفی کشوری با جایزه بهترین نویسنده و نامزدی بهترین کارگردانی در جوایز فیلم مستقل تحسین منتقدان را به خود جلب کرد. این فیلم با همکاری دانشمندان رنگ برای نمایش دقیق کوررنگی و پرداختن به نژادپرستی استعاری ساخته شده است.
آخرین فیلم درام کشوری دربارهٔ عمر خیام قرار است در بخارا، ازبکستان فیلمبرداری شود.

## فیلم‌شناسی منتخب

### کارگردان، نویسنده و تهیه‌کننده
- ایگلوی ابدی (۲۰۲۱)
- کرونا (۲۰۲۰)
- اراده و دیوار (فیلم کوتاه) (۲۰۲۰)
- کوررنگ (۲۰۲۰)
- عروس کودک (فیلم کوتاه) (۲۰۲۰)
- یک سفر (فیلم کوتاه) (۲۰۱۸)
- بی‌نقاب (۲۰۱۸)
- جعبه موسیقی (۲۰۱۸)
- رؤیای یک هواپیمای کاغذی (فیلم کوتاه) (۲۰۱۶)
- راهب مدرن (مستند) (۲۰۱۷)
- دویدم (فیلم کوتاه) (۲۰۱۵)